# Trifurcula trilobella
Trifurcula trilobella là một loài bướm đêm thuộc họ Nepticulidae. Loài này có ở mainland Hy Lạp cũng như the Greek Islands.
Sải cánh dài 5-5.5 mm.
Ấu trùng ăn Salvia triloba. The mine the leaves of their host plant. 